# Швеция на зимних Олимпийских играх 2006
Швеция принимала участие в XX Зимних Олимпийских играх, проходивших в Турине, Италия, где завоевала 14 медалей, из которых 7 золотые, 2 серебряные и 5 бронзовые. Сборную страны представляли 106 спортсменов (63 мужчины, 43 женщины), выступавших в 9 видах спорта.

## Медалисты
| Медаль  | Спортсмен | Вид спорта        | Дисциплина                 |
| ------- | --- | ----------------- | -------------------------- |
| Золото  | Аня Персон | Горнолыжный спорт | Слалом, женщины            |
| Золото  | Анна Карин Улофссон | Биатлон           | Масс-старт, женщины        |
| Золото  | Анетте Норберг Ева Лунд Катрин Линдаль Анна Сверд Ульрика Бергман | Кёрлинг           | Женщины                    |
| Золото  | Тобиас Фредрикссон Бьёрн Линд | Лыжные гонки      | Командный спринт, мужчины  |
| Золото  | Анна Ульссон Лина Андерссон | Лыжные гонки      | Командный спринт, женщины  |
| Золото  | Бьёрн Линд | Лыжные гонки      | Личный спринт, мужчины     |
| Золото  | Сборная Швеции по хоккею с шайбой (Никлас Хавелид, Кенни Йонссон, Никлас Крунвалль, Никлас Лидстрём, Маттиас Олунд, Ронни Сундин, Даниэль Чернквист, Даниэль Альфредссон, Пер-Юхан Аксельссон, Петер Форсберг, Мика Ханнула, Томас Хольмстрём, Йорген Йонссон, Фредрик Модин, Самуэль Польссон, Микаэль Самуэльссон, Даниэль Седин, Хенрик Седин, Матс Сундин, Хенрик Зеттерберг, Стефан Лив, Хенрик Лундквист, Микаэль Теллквист, Кристиан Бекман) | Хоккей            | Мужчины                    |
| Серебро | Анна Карин Улофссон | Биатлон           | Спринт, женщины            |
| Серебро | Женская сборная Швеции по хоккею с шайбой (Сесилия Андерссон, Гунилла Андерссон, Энни Ассергольт, Энн-Луиз Эдстранд, Юа Эльфсберг, Эмма Элиассон, Эрика Гольст, Энни Линдквист, Кристина Лундберг, Ким Мартин, Фрида Невалайнен, Эмили О'Конор, Мария Руут, Даниела Рундквист, Тереза Шеландер, Катарина Тимглас, Анна Викман, Пернилла Винберг) | Хоккей            | Женщины                    |
| Бронза  | Аня Персон | Горнолыжный спорт | Комбинация, женщины        |
| Бронза  | Аня Персон | Горнолыжный спорт | Скоростной спуск, женщины  |
| Бронза  | Анна Оттоссон | Горнолыжный спорт | Гигантский слалом, женщины |
| Бронза  | Матиас Фредрикссон Матс Ларссон Юхан Ульссон Андерс Сёдергрен | Лыжные гонки      | Эстафета, мужчины          |
| Бронза  | Тобиас Фредрикссон | Лыжные гонки      | Личный спринт, мужчины     |